# Ochetostoma griffini
Ochetostoma griffini är en djurart som tillhör fylumet skedmaskar, och som först beskrevs av Robert A.Wharton 1913.  Ochetostoma griffini ingår i släktet Ochetostoma och familjen Echiuridae. Inga underarter finns listade i Catalogue of Life.